# Збірка живопису Бережанського замку
Збірка живопису Бережанського замку — збірка монументального та станкового живопису князів Сенявських у замку міста Бережани.
Її засновник — Миколай-Єронім Сенявський.
У 1762 році збірка розташовувалася у 14 залах, покоях та бібліотеці. Стіни залів були розписані картинами на військові теми. На плафонах двох великих залів — батальні композиції, що відтворюють битви проти турків під Журавним (1676) і Віднем (1683). Великий зал прикрашали 48 портретів королів Польщі; у «віденському» залі — портрети Петра І та королеви Ядвіги, в інших приміщеннях — М.-Є. Сенявського, його дружини та нащадків, А.Потоцького, інших коронних гетьманів.
Одним із авторів робіт вважають маляра Василя зі Львова.
Нині окремі твори збірки зберігаються у Львівській галереї мистецтв, Національному музеї у Львові, Національному художньому музеї України та інших музеях України.